# الأنيسيان
الأُنَيْسيان، الشخص الصغير، أو القزم، هو الشكل المصغر من المخلوق البشري، واشتهر في خيمياء القرن السادس عشر وروايات القرن التاسع عشر، ولقد أشار تاريخياً إلى خلق إنسان مصغر الشكل، مكتمل التكوين. تجذر هذا المفهوم في نظرية التكوين المسبق والتراث المبكر والتقاليد الخيميائية.

## التاريخ

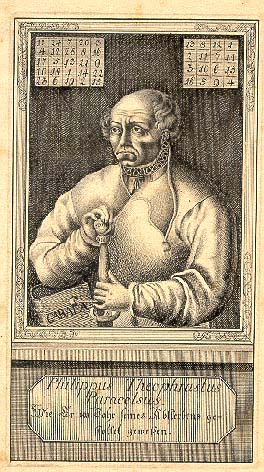
كان براكلسوس أول من ذكر الأنيسيان في كتابه في أصل الأشياء (1537)

### الخيمياء
ظهر الأنيسيان لأول مرة بالاسم في الكتابات الخيميائية المنسوبة إلى براكلسوس (1493–1541). يحدد براكلسوس في كتابه في طبيعة الأشياء (1537) طريقة تكوين الأنيسيان:
عُقدت المقارنات بين الأنيسيان والعديد من المفاهيم المشابهة في كتابات الخيميائيين القدامى. اعتقد كارل يونج أن مفهوم الأنيسيان ظهر لأول مرة في رؤى زوسيموس في القرن الثالث الميلادي على الرغم أن الكلمة لم تستخدم أبدًا. في الرؤى، يلاقي زوسيموس كاهنًا، ويكتشف أن الكاهن هو النقيض لنفسه في شكل أنثروباريون، مخلوق له صفات بشرية، مشوه.: 60 تشبه الكلمة اليونانية أنثروباريون مصطلح الأنيسيان: كلاهما شكل مصغر من كلمة الإنسان. بعد ذلك، يلاقي زوسيموس واحدًا آخر في رؤياه، لكن لا يوجد ذكر لخلق حياة اصطناعية. ساوى كارل يونج في تعليقه بين الأنيسيان وحجر الفلاسفة والإنسان الداخلي الذي يوازي المسيح باعتباره نموذجًا للذات.:102
في الخيمياء الإسلامية، كان مفهوم التكوين هدفًا لبعض الخيميائيين المسلمين، ومن أبرزهم جابر بن حيان. في السياق الخيميائي، يشير التكوين إلى خلق الحياة اصطناعيًا في المختبر بما في ذلك الحياة البشرية.
استمر ظهور الأنيسيان في الكتابات الخيميائية بعد عصر براكلسوس. على سبيل المثال، يختتم كتاب حفل زواج كريستيان روزنكريوز الخيميائي (1616) أحداثه بخلق مخلوقين على هيئة ذكر وأنثى فيما يعرف بالثنائي الأنيسياني. يقترح النص المجازي على القارئ أن الهدف النهائي ليس تحويل المواد إلى ذهب فيما يعرف باسم الكريسوبيا، وإنما خلق جيل اصطناعيًا من البشر. يمثل خلق الأنيسيان رمزيًا التجديد الروحي والخلاص المسيحي.
في عام 1775، اشتهر الكونت يوهان فرديناند دو كوفشتاين بالاشتراك مع رجل الدين الإيطالي آبي جيلوني بخلق عشرة من مخلوق الأنيسيان الذين يمتلكون القدرة على التنبؤ بالمستقبل، واحتفظ بهم في محفله الماسوني في فيينا. كرس الدكتور إميل بيسيتزني في كتابه أبو الهول فصلًا كاملًا عن الأرواح التي تقرأ الطالع، ومن المعروف أن العديد من الأشخاص رأوهم، بما في ذلك شخصيات محلية رفيعة المستوى.:306

### التراث
لا تظهر أي إشارات إلى الأنيسيان قبل كتابات الخيميائيين في القرن السادس عشر، لكن ربما تأثر الخيميائيون بالتقاليد الشعبية السابقة، ومثال على ذلك نبات الماندراجورا.
قُورن الأنيسيان مع شخصية جولم من التراث اليهودي، وعلى الرغم أن التفاصيل التي توضح حلق الأنيسيان والجولوم مختلفة، إلّا أن كلا المفهومين يربطان مجازيًا الإنسان بما هو إلهي من خلال بنائه للحياة على صورته الخاصة.

### التكوين المسبق
المقال الرئيسي: التكوين المسبق

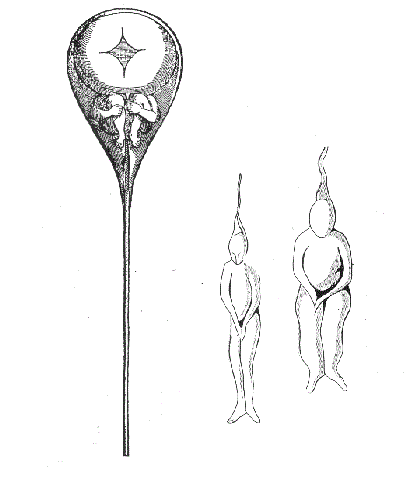
شخص صغير داخل حيوان منوي كما رسمه نيكولاس هارتسويكر عام 1695

التكوين المسبق هي نظرية كانت شائعة فيما مضى، تفترض أن الحيوانات تطورت من نسخ مصغرة من أنفسهم. كان يُعتقد أن الحيوانات المنوية تحتوي على أفراد مكتملي الشكل، أُطلق عليها اسم الحيوانات المجهرية ومن ثم كان التطور بالنسبة لها تكبير الحيوانات المجهرية إلى كائنات مكتملة التكوين. استخدم مصطلح أنيسيان لاحقًا في الجدل حول الحمل والولادة.
افترض نيكولاس هارتسوكير وجود حيوانات مجهرية داخل مني البشر والحيوانات الأخرى. كان هذا بداية نظرية المنويين التي تفترض أن الحيوان المنوي في الحقيقة إنسان صغير، يوضع في المرأة من أجل أن ينمو حتى يصير طفلًا، الأمر الذي يعد تفسيرًا متقنًا للعديد من ألغاز الحمل. أُشير لاحقًا أن الحيوانات المنوية إذا كانت أنيسيان متطابق تمامًا مع الإنسان باستثناء الحجم، فمن الممكن أن يمتلك الأنيسيان حيواناته المنوية الخاصة به، الأمر الذي أدى إلى البرهان بالتناقض مع سلسلة لانهائية من الأنيسيان على طول الطريق في إشارة إلى مشكلة التراجع اللانهائي. على الرغم من ذلك، لم يُعد المنويين الأمر خطًأ فادحًا بالضرورة؛ لأن النظرية أوضحت بدقة كيف حمل الجميع ذنب آدم: البشرية كلها موجود في خاصرته. فشلت نظرية المنويين في تفسير سبب ميل الأطفال إلى التشابه مع آبائهم وأمهاتهم رغم أن بعض المنويين يعتقدون أن الأنيسيان أثناء نموه يستوعب كل الصفات الأمومية من الرحم.

## فلسفة العقل

حجة الأنيسيان: تلسلل لانهائي للأنيسيان الداخلي

المقال الرئيسي: حجة الأنيسيان

### حجة الأنيسيان
حجة الأنيسيان هي مغالطة تحدث عندما نحاول شرح مفهوم ما من خلال شرح المفهوم نفسه بطريقة متكررة دون تحديد أو شرح المفهوم الأصلي أولًا. تظهر المغالطة بشكل واضح في نظرية الرؤية أو ما يعرف بالمسرح الديكارتي، وهو مصطلح صاغه الدكتور دانيال دينيت.
ربما يفسر المرء الرؤية البشرية من خلال قيام الضوء الخارجي بتشكيل صورة على شبكية العين، وأن شيئًا ما أو شخصًا ما في الدماغ يشاهد الصور كما لو كانت صور فيلم على الشاشة. يظهر السؤال الآن حول طبيعة المشاهد الداخلي، ويفترض هنا أن المشاهد هو رجل صغير أو أنيسيان داخل الدماغ.
يمكن فهم المغالطة من خلال التساؤل عن كيفية رؤية الأنيسيان للصور، وستكون الإجابة أنه يوجد أنيسيان آخر داخل دماغ الأنيسيان الأول، لكن هذا يثير تساؤلًا عن كيفية رؤية الأنيسيان الثاني للعالم الخارجي، وللإجابة عليه يبدو أن الحل يكمن في وضع أنيسيان ثالث داخل دماغ الأنيسيان الثاني، وهكذا دواليك، ويحدث حالة من التسلسل اللانهائي.
تمثل نظرية الإدراك مثالًا آخر على حجة الأنيسيان. تخيل لاعبين يتنافسان في الشطرنج حسب قواعد معينة. لو سألنا من يستخدم قواعد الشطرنج، فسيكون الجواب بديهي، لاعبا الشطرنج. ماذا عن القواعد داخل الدماغ؟من يقرأها ويفهمها ويستخدمها؟ مرة أخرى سيكون الافتراض أنه يوجد أنيسيان داخل الدماغ، لكن في النهاية نعود إلى حالة التسلسل اللانهائي. دائمًا ماتكون حجة الأنيسيان خاطئة، لكن تظل مهمة لمعرفة أين تفشل نظريات العقل، وترتبط ارتباطًا وثيقًا بتسلسل رايال الذي يعد حجة كلاسيكية ضد النظريات المعرفية.

## الاستخدام الاصطلاحي في العلوم الحديثة

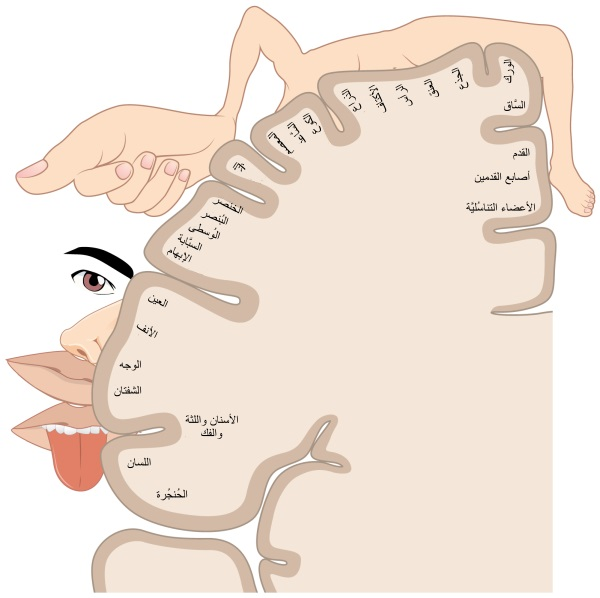
أنيسان القشرة

يستخدم اليوم مصطلح الأنيسان عادة في التخصصات العلمية مثل علم النفس كأداة تعليمية أو أداة ذاكرة لوصف نموذج مصغر مشوه لإنسان مرسوم أو منحوت ليعكس المساحة النسبية التي يشغلها أعضاء جسم الإنسان على  القشرة الحسية الجسدية (الأنيسان الحسي) والقشرة الحركية (الأنيسان الحركي). يظهر كل من الأنيسان الحسي والأنيسان الحركي عادة كرجال صغيرة متراكبين فوق الجزء العلوي من التلافيف الدماغية قبل المركزية أو التلافيف الدماغية بعد المركزية للقشرة الحركية والحسية على التوالي. يكون الأنيسان موجه مع قدم وسطية وأكتاف جانبية فوق كل من التلافيف الدماغية قبل المركزية والتلافيف الدماغية بعد المركزية لكل من القشرة الحركية والقشرة الحسية. تُصور رأس الرجل مقلوبة بالنسبة إلى باقي جسده بحيث تكون الجبهة أقرب ما يكون إلى الكتفين. تمتلك الشفاه واليدان والقدمان والأعضاء التناسلية على خلايا عصبية حسية أكثر من التي يمتلكها أعضاء الجسد الأخرى؛ ووفقًا لذلك سيمتلك نموذج الأنيسان شفاه ويدين وقدمين وأعضاء تناسلية أكبر. يشبه الأنيسان الحركي إلى حد كبير الأنيسان الحسي، لكنهما يختلفان في العديد من النواحي. على وجه التحديد، تمتلك القشرة الحركية مكاناً للسان في الجانب البعيد منها بينما تمتلك القشرة الحسية مساحة للأعضاء التناسلية في المنطقة الوسطية ومساحة للأعضاء الداخلية الجانب البعيد منها، وهو شيء معروف في مجال علم الأعصاب باسم الرجل الصغير داخل الدماغ، ويسمى هذا النموذج العلمي باسم أنيسان القشرة.
في العلوم الطبية، يطلق مصطلح الأنيسان على الأورام المسخية الكيسية المبيضية التي  تشبه الأجنة، وتحتوي في بعض الأحيان على شعر ومواد دهنية، وفي حالات أخرى يمكن أن تحتوي على هياكل غضروفية وعظمية.

## في الثقافة الشعبية

### الأدب المبكر

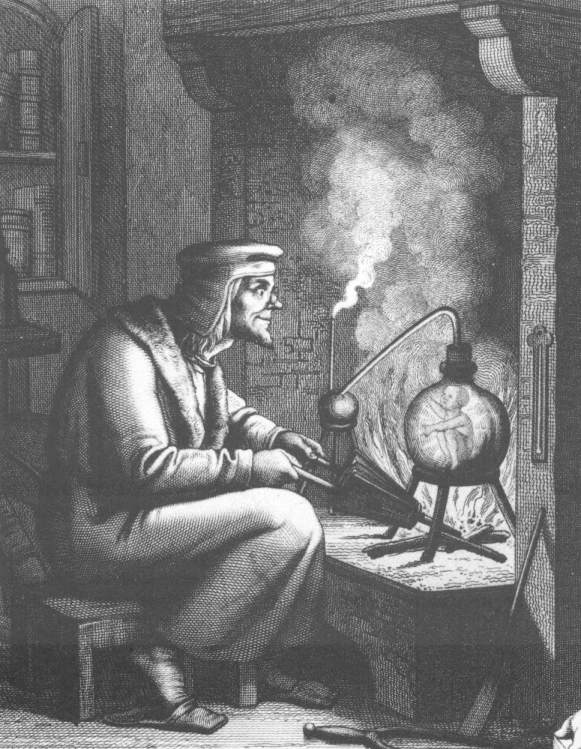
نقش من القرن التاسع عشر يصور فاوست والأنيسيان

يمكن العثور على الأنيسيان في قرون من الأدب تتمحور تلك القصص الخيالية في المقام الأول حول التخمينات الخيالية في مسألة البحث عن حياة اصطناعية مرتبطة بخيمياء براكلسوس. واحدة من أقدم المرجعيات الأدبية التي يظهر فيها الأنيسيان كانت في كتاب توماس براون دين الطبيب (1643)، يقول فيه المؤلف:
كانت أسطورة الأنيسيان الذي خُلق خيميائيًا حدثًا مركزيًا في رواية فرانكشتاين التي كتبتها ماري شيلي. يقترح الدكتور رادو فلوريسكو أن يوهان كونراد ديبل، الخيميائي المولود في قلعة فرانكشتاين، ربما كان مصدر إلهام ماري شيلي في خلق شخصية فيكتور فرانكشتاين. يضم الجزء الثاني من رائعة يوهان فولفجانج فون جوته فاوست أنيسيان خُلق خيميائيًا، وتجسد شخصية الأنيسيان  السعي وراء روح نقية تولد في صورة فانية على عكس رغبة فاوست في التخلص من جسده الفاني ليصبح روحًا نقية. تتمركز شخصية الأنيسيان في الفكرة القائلة أن الروح ليست حبيسة الجسد، بل يمكن أن تجد حالتها الأكثر تألقًا خلال مرورها عبر المستوى المادي. استخدم الروائي الإنجليزي وليم ميكبيس ثاكري الأنيسيان كاسم مستعار له في كتاباته.

### الأدب المعاصر
استمرت أسطورة الأنيسيان، فرانكشتاين وفاوست، في التأثير على الأعمال الأدبية في القرنين العشرين، والحادي والعشرين. لم تستخدم فكرة الأنيسيان في الأدب الخيالي فقط، بل استخدمت في إلقاء الضوء على الموضوعات الاجتماعية أيضًا. على سبيل المثال، استخدم الكاتبين الإنجليزيين ماري نورتون ورومر جودن في كتاباتهم عن الأطفال شكل الأنيسيان من أجل التعبير عن مخاوف ما بعد الحرب بالنسبة إلى اللاجئين، واضطهاد الأقليات في الحرب، وتأقلم تلك الأقليات مع العالم الكبير. يستخدم وليم سومرست موم مفهوم الأنيسيان كعنصر مهم في حبكة روايته التي تحمل عنوان الساحر. يصف ديفيد هنري كيلر في قصته القصيرة أنيسيان القرن العشرين حلق أنيسيان صناعيًا بواسطة اثنين من كارهي النساء. بالمثل، يتناول كتاب الأنيسيان: قصة خيالية للكاتب سفين ديبلان كراهية النساء المزعومة ومجمعات الاتحاد السوفييتي والناتو الصناعية العسكرية في الحرب الباردة.

### وسائل الإعلام الأخرى

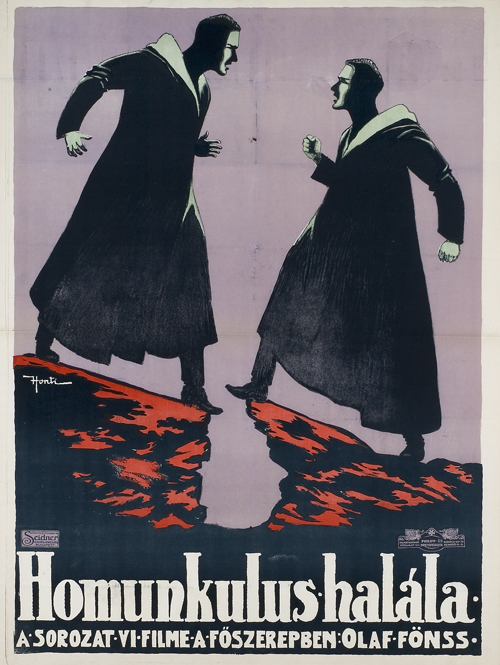
فيلم الأنيسيان (1916)

يظهر الأنيسيان في التلفاز والأفلام والألعاب المبنية على الخيال بطريقة تتفق مع ذكره في الأدب. يمكن العثور على كثير من الأمثلة في الأفلام مثل فيلم الأنيسيان (1916)، وعروس فرانكشتاين (1935)، والرحلة الذهبية لسندباد (1973)، والفيلم المصنوع للتلفاز لا تخف من الظلام (1973)، وفيلم أن تكون جون مالكوفيتش (1999)، وفيلم العمود الفقري للشيطان (2001) للمخرج جييرمو ديل تور، وفيلم 9 (2009) للمخرج شين آكر، وفيلم فاوست الأخير (2019) للمخرج فيليب هوم، والنسخة المسرحية الجديدة من فيلم لا تخف من الظلام (2011). كما تظهر في برامج التلفاز مثل مهرجان الدم و أميركان داد، وألعاب تقمص الأدوار الخيالية مثل زنزانات وتنانين. تحتوي ألعاب الفيديو على شخصية الأنيسيان مثل لعبة راجناروك، ولعبة الفالكيري، ولعبة شبح الذكريات، وسلسلة أسطورة الأبطال، والعصبة: السحر وكروت المعركة؛ وكذلك الكتب مثل سلسلة السر، والروايات المصورة مثل مكتب ما وراء الطبيعة للبحث والدفاع، والمانجا مثل الأنيسيان، وحجر المحيط  والخيميائي الفولاذي، وأوفين الخائن السحري، وفيت/زيرو، وجوسيك. في الأنمي الياباني المسمى الخيميائي الفولاذي يشبه الأنيسيان الكائن البشري لكنها تمتلك قدرات بشرية لا يستطيع البشر امتلاكها، ويمتلك كل أنيسيان حجر فلاسفة داخل جسده.
ظهر الأنيسيان كقبيلة في لعبة تداول البطاقات السحر: التجمع

## طالع أيضًا
- الشبيه
- مسألة العقل والجسد
- الروح
- جابر بن حيان
- خيمياء
- حجر الفلاسفة